# Oleksandr Azac'kyj
Oleksandr Oleksandrovyč Azac'kyj (in ucraino Олександр Олександрович Азацький?; Charkiv, 13 gennaio 1994) è un calciatore ucraino, difensore dell'Arka Gdynia.

## Carriera

### Club
Ha giocato nella prima divisione dei campionati ucraino, ceco e georgiano.

### Nazionale
Ha giocato nelle nazionali giovanili ucraine Under-19, Under-20 ed Under-21.

## Palmarès

### Club

#### Competizioni nazionali
- Campionato polacco di seconda divisione: 1

Arka Gdynia: 2024-2025